# Santana Futebol Clube
O Santana Futebol Clube é um clube multiesportes da cidade de Santana, na Ilha de São Tomé, em São Tomé e Príncipe.
Atualmente, disputa a segunda divisão do Campeonato Santomense de Futebol.

## Títulos
- Campeonato de São Tomé e Príncipe: 1

1991
- Liga Insular de São Tomé Island: 1

1991
- Taça Nacional de São Tomé e Principe: 1

1991

## Futebol
| Escalão | Nº Presenças | Títulos | Melhor Classificação |
| Afr.    | 1            | 0       | preliminário         |
| I       | -            | 1       | Campeão              |
| II      | -            | 1       | Campeão              |

### Jogos africanos
| Ano     | Competição                          | Rodado       | Clube           | Casa | Visitador |
| ------- | ----------------------------------- | ------------ | --------------- | ---- | --------- |
| 1998-99 | Liga dos Campeões da África de 1999 | Preliminário | Sony Elá Nguema |      |           |

### Classificações regionais

#### Regionais
| Temporada | Div | Pos | Pts   | J  | V | E | D  | G.M. | G.S. | Diff. |
| 2011      | 2   | 12  | 9 pts | 21 | 2 | 3 | 16 | 15   | 44   | -29   |
| 2012      | 3   | -   | -     | 18 | - | - | -  | -    | -    | -     |
| 2013      | 3   | -   | -     | 18 | - | - | -  | -    | -    | -     |
| 2014      | 2   | 8   | -     | 18 | - | - | -  | -    | -    | -     |
| 2015      | 2   | -   | -     | 18 | - | - | -  | -    | -    | -     |